# Мои показания
«Мои показания» — автобиографическая книга советского писателя-мемуариста, диссидента и политзаключённого Анатолия Марченко, в которой он описывает своё заключение в политических лагерях Дубравлага и во Владимирском централе с 1960 по 1966 год. Работа «Мои показания» об увиденном и пережитом в заключении была окончена в ноябре 1967 года и широко разошлась в самиздате, став первым развёрнутым свидетельством о политических лагерях 60-х и повлияв на общественный интерес интеллигенции к этой теме. Впоследствии книга была передана за рубеж, опубликована там в эмигрантских издательствах и переведена на иностранные языки.
После публикации мемуаров Анатолий Марченко стал широко известным в диссидентских кругах, а также попал в поле зрения КГБ, установившим слежку за писателем. В СССР книга впервые опубликована в 1989 году, уже после смерти Марченко в заключении.

## Содержание
Шесть полных лет я провёл в политлагерях и тюрьмах. Но никто, никогда, нигде не упоминал о наличии в Советском Союзе политических заключённых. Мир был встревожен и обеспокоен положением политзаключённых в ЮАР и Португалии, франкистской Испании и Южном Вьетнаме, но только в СССР. Нас просто не существовало. И от этой несправедливости мы готовы были лезть на стенку.Анатолий Марченко, «Живи как все»
В книге Анатолий Марченко описывает своё пребывание в политических Мордовских лагерях (Дубравлаг) и во Владимирской тюрьме. «Мои показания» начинается в момент его ареста 29 октября 1960 года и заканчивается освобождением из лагеря 2 ноября 1966 года. Анатолий Марченко был арестован при попытке пересечения советско-иранской границы и в марте 1961 года закрытым судом был приговорён к 6 годам лишения свободы за «попытку измены родине». Марченко был отправлен в Дубравлаг, откуда осенью 1961 года за попытку побега на 3 года переведён во Владимирскую тюрьму, но за год до окончания тюремного заключения переведён обратно в один из лагерей Дубравлага.
В книге Марченко описывает ужасы советской пенитенциарной системы, которые ему довелось увидеть и пережить: ШИЗО, спецрежим, пониженная норма питания с жёстким ограничением калорий (узаконенная пытка голодом), запрет получения посылок и запрет свиданий. Среди прочего в книге описываются случаи, когда заключённые, которые не в силах выносить условия своего содержания, калечили себя, проглатывая различные предметы (шахматы, вилки и т.п.), засыпали стеклянную крошку себе в глаза, глотали крючок на леске, привязанной к двери, и звали надзирателя, который откроет эту дверь и нанесёт увечья заключённому. Также описываются случаи, когда уголовные преступники, считая, что политические заключённые содержатся в лучших условиях, пытались переквалифицировать свои статьи, чтобы попасть в политический лагерь, нанося на лицо различные татуировки вроде «Коммунисты — палачи», «Коммунисты пьют кровь народа», «Раб КПСС» или «Раб Хрущёва». В книге описаны случаи самоубийств заключённых, которые днём перелезали через забор в запретную зону, зная, что на вышках её охраняют солдаты с огнестрельным оружием; таких беглецов расстреливали при попытке пересечения запретной зоны.
В заключении Анатолий Марченко занялся самообразованием. Окончив 8 классов, он чувствовал, как ему не хватает знаний и в книге в момент попадания в лагерь называет себя совсем «тёмным». Многие политические заключённые, окружавшие Анатолия в лагере, имели высшее образование, кандидатские диссертации, были знакомы с трудами Маркса, Ленина, Гегеля, Канта. Желая разобраться во всём самостоятельно, в свободное время Марченко изучил все собрания сочинений Ленина, читал Плеханова. Это помогло ему в спорах с лагерной администрацией, когда в таких разговорах он указывал на противоречия их действий, ссылаясь на написанное Лениным.
Мордовские политические лагеря стали местом, где Марченко познакомился со многими видными советскими интеллигентами из зарождавшегося диссидентского движения. Во время срока Марченко, в Москве прошёл громкий Процесс Синявского и Даниэля против писателей Андрея Синявского и Юлия Даниэля, который активно обсуждали в 11-м Мордовском лагере, где в то время находился Марченко. Даниэль был осуждён на 5 лет и был отправлен в этот лагерь, где они и познакомились с Марченко. В книге автор очень тепло вспоминает дружбу с Даниэлем в лагере и свидетельствует о том, что его многие полюбили в лагере и он «стал центром, вокруг которого объединялись разрозненные компании и землячества».
Марченко переболел менингитом в заключении, описав свою болезнь в книге. Должная медицинская помощь ему при этом не оказывалась даже после того, как он попал в лагерную больницу. Жалобы медицинской комиссии и в ЦК не давали плодов, спускаясь обратно в Дубравлаг, где сообщалось, что з/к Марченко А.Т. в лечении не нуждается. Забегая вперёд, автор рассказывает, что уже после освобождения обратился к кандидату медицинских наук Григорию Владимировичу Скуркевичу, который оперировал его и удивлялся запущенности болезни, но так и не смог восстановить слух и Анатолий Марченко до конца жизни остался полуглухим человеком.

## Создание
Когда я сидел во Владимирской тюрьме, меня не раз охватывало отчаяние. Голод, болезнь, а главное, бессилие, невозможность бороться со злом доводили до того, что я готов был кинуться на своих тюремщиков с единственной целью, чтобы погибнуть. Или другим способом покончить с собой. Или искалечить себя, как это делали другие у меня на глазах.Меня одно останавливало, одно давало мне силы жить в этом кошмаре: надежда, что я выйду и расскажу всем о том, что сам видел и пережил. Я дал себе слово ради этой цели вынести и вытерпеть все. Я обещал это своим товарищам, которые еще на годы остались за решёткой, за колючей проволокой.Анатолий Марченко, «Мои показания»
Освободившись из лагеря и приехав в Москву, Марченко встретился с незнакомыми до этого людьми — московскими интеллигентами, познакомившись с ними по рекомендации писателя Юлия Даниэля, с которым Марченко познакомился в лагере. Там будущий писатель понял, что изоляция политических заключённых объясняется не безразличием общества, а отсутствием информации о происходящем.
В предисловии к книге автор признаётся, что не считает себя писателем и что «Мои показания» — не художественное произведение. Также он уведомляет читателя, что в его записках нет вымышленных персонажей или историй. Однако в местах, где была опасность кому-то навредить их упоминанием, Марченко не называл их имён и умалчивал о некоторых обстоятельствах и событиях.
Анатолий Марченко происходил из семьи рабочих, окончил 8 классов школы и у него не было писательского опыта. О написании «Моих показаний» подробно рассказано автором в другой его работе «Живи как все», неоконченной и опубликованной уже после его смерти. Большое влияние и редакторскую помощь в создании произведения оказала его будущая жена, филолог Лариса Богораз. В частности, Богораз просила Марченко писать только о том, что он видел, выбрасывая декларации против лагерного режима и советского строя, которыми пестрили первые наброски. Автор спорил и сопротивлялся такому подходу, считая, что для читателя необходимо чётко обозначить свою позицию, называя всё своими именами. Помимо этого, Марченко казалось, что тон повествования без яркой эмоциональной окраски смягчает его выражения ради его безопасности, чего он не желал, заявляя в предисловии полную ответственность за написанное и готовя публикацию под своим именем, а не под псевдонимом. Свою позицию относительно стиля автор изменил, когда идею Богораз поддержал и Борис Шрагин.
Описывая создание «Моих показаний», Марченко рассказывает, как при редактировании первых написанных страниц выработал стиль для этого произведения: «…я понял: надо писать простые фразы, как говоришь, не надо втискивать в одну фразу всё, что вообще хочешь сказать, как будто это твоя последняя возможность высказаться. Даже не понял, а увидел. И дальше старался писать именно так, хотя и сейчас это у меня не очень получается». Участие Богораз заключалось в редактировании текста, что подразумевало вычёркивание частей фраз, абзацев или целых эпизодов, но, по словам Марченко, она не помогала ему непосредственно в самом написании текста.
При освобождении из лагеря Марченко удалось вынести две страницы зашифрованных записей, но основную информацию он держал в памяти. Первые наброски были сделаны автором в родительском доме в Барабинске после освобождения из Мордовских лагерей в 1966 году. Работа над книгой держалась в секрете из-за опасений, что это станет известно властям, которые под любым предлогом могут арестовать начинающего писателя и изъять всё написанное. Марченко продолжил писать в Александрове Владимирской области, где он с помощью Людмилы Алексеевой смог прописаться и устроился работать грузчиком, так как бывшим заключённым было запрещено прописываться и подолгу находиться в Москве. Описывая это время работы над своими записками, Марченко рассказывает, как вынужден был скрывать свои занятия писательством от хозяйки дома, у которой снимал часть комнаты. Из опасений внезапного обыска в его отсутствие, Анатолий брал всё написанное с собой на работу.
Осенью 1967 года работа над книгой резко ускорилась. Благодаря Майе Злобиной, Марченко попал на базу отдыха для творческих работников. Туда же, взяв отпуск, приехала Лариса Богораз. Работая над произведением целыми днями, им удалось собрать написанные эпизоды воедино, дописать вступление и выстроить хронологию повествования. Часть глав вошли в книгу практически без правок Богораз («Самоубийцы», «Цветы в зоне»), другие она корректировала, вычёркивая лишние подробности и указывая на отсутствие начала или конца истории. Многие написанные Марченко эпизоды были забракованы Богораз так и не войдя в книгу. К концу двухнедельного пребывания на базе отдыха книга на двухстах двойных тетрадных страницах была почти закончена.
По мнению Марченко, из-за спешки при написании, из-за опасений быть раскрытым властями, последние главы книги получились «слишком бедные и беглые», из-за торопливого написания он в итоге назвал их «поверхностной отпиской». Также трудностью с заключительными главами стало то, что там описываются известные люди, попавшие в лагерь к 1965 году, и самому автору казалось, что «называя их, я как бы примазываюсь к их известности». Даже несмотря на то, что автор по совету друзей в итоге только бегло упомянул многих известных политзэков, с которыми познакомился в лагере, у него, по его признанию, осталось неприятное чувство, будто он спекулирует на известных именах, создавая рекламу своей книге.
На заключительном этапе написания книги через несколько дней в Москве Марченко с помощью Бориса Шрагина написал вступительные страницы. Там же Марченко, Богораз и Шрагин обсуждали варианты названия и выбрали «Мои показания».

## Публикация
Ещё при написании своих автобиографических заметок о жизни в заключении Марченко осознавал, что публикация такой работы грозит ему новым сроком. Для ускорения самиздатской публикации он уволился с работы в Александрове и отправился в Москву. Работа по набору самиздатских экземпляров велась в октябре 1967 года в съёмной московской квартире литераторов Анатолия Якобсона и Майи Улановской. Первые экземпляры «Моих показаний» печатались на двух печатных машинках четырьмя знакомыми, сменявшими друг друга за работой. По воспоминаниям Людмилы Алексеевой, рукописи перепечатывались в квартире у Герчуков, но в остальном воспоминания Алексеевой совпадают с написанным Марченко в автобиографии.
Треск машинок стоял на всю квартиру, да, наверное, и в соседних было слышно. Квартира была завалена бумагой, копиркой, готовыми страницами. На кухне постоянно кто-то варил кофе или готовил бутерброды, а в комнате на тахте и раскладушке кто-нибудь спал. Работали подряд двое суток, а спали по очереди, не различая дня и ночи.Анатолий Марченко, «Живи как все»
В это время многие впервые и познакомились с произведением Марченко. Первые экземпляры в этой квартире были прочитаны Анатолием Якобсоном и Юлием Герчуком, прямо во время чтения предлагавшие свои правки. После того как работа над самиздатскими экземплярами была окончена, один из них остался на сохранении в квартире Якобсона и Улановской, другой Марченко и Богораз спрятали в квартире у Константина Бабицкого и Татьяны Великоновой, которые, по словам Марченко, не задавали вопросов о рукописи и прочитали его работу значительно позже. Один из экземпляров удалось отправить на Запад для публикации. Людмила Алексеева, вспоминая неудачную попытку передачи рукописи за границу, рассказывает, как по просьбе Ларисы Богораз несла в сумке отпечатанный экземпляр «Моих показаний» с предисловием и фотографией Марченко для передачи иностранке, но на улице была задержана сотрудниками милиции. Несмотря на это, ей удалось отстоять своё право не показывать содержимое сумки и рукопись не была обнаружена властями до широкого распространения и передачи за границу.
Несмотря на то, что Марченко, по его признанию, осознавал опасность публикации такой работы и был готов за это снова лишиться свободы, у него была надежда попасть под грядущую массовую амнистию, приуроченную к 50-летию Октябрьской революции. Чтобы «зарегистрировать» существование рукописи официально до 7 ноября, Марченко отнёс экземпляр книги в редакцию литературного журнала «Москва». Надежда на амнистию не оправдалась — она не затронула политических заключённых. Находясь всё это время в Москве, Марченко готовился к будущему суду, сочинил и выучил последнее слово, а также попросил знакомых спрятать печатный вариант для последующей публикации. Чтобы иметь возможность получать посылки из Москвы и иметь право на свидания, Марченко заключил фиктивный брак с Ириной Белогородской. С тех пор за Марченко регулярно устанавливали слежку, несколько раз задерживали и предупреждали о последствиях публикации его книги и его общественной активности.
17 апреля 1968 года публикуется открытое письмо Анатолия Марченко, в котором он обращается к видным общественным деятелям и описывает положение политзаключённых в СССР.
Я сделал всё, что мог, чтобы эта моя книга стала известна общественности. Однако до сих пор на неё нет никакого отклика (если не считать беседы со мной сотрудника КГБ о моей «антиобщественной деятельности»).<…>Наш гражданский долг, долг нашей человеческой совести — остановить  преступления против человечности. Ведь преступление начинается не с дымящихся труб крематориев и не с пароходов на Магадан, переполненных заключёнными, — преступление начинается с гражданского равнодушия.Письмо Анатолия Марченко, грузчика, бывшего политзаключённого, автора книги «Мои показания»

## Отзывы
В автобиографии «Живи как все» Марченко пишет, что изначально планировал придать огласке скрываемую правительством от своих граждан действительность. Автору было всё равно, что скажут о его литературном уровне: «На возможные упрёки в этом отношении у меня был искренний ответ: я не писатель»; однако, он признаётся, что, как оказалось, и он не чужд авторского тщеславия. Марченко получал много положительных отзывов о своей книге, многие сравнивали описанное со сталинскими лагерями и находили, что система не изменилась. Для многих читателей стало неожиданностью само существование политических лагерей в такой устоявшейся жестокой форме. Многими читателями «Мои показания» были встречены восторженно и на книгу неоднократно начали ссылаться как на источник. Однако многие бывшие заключённые, сидевшие с автором в одно время, довольно критично отозвались о произведении либо не совпадавшим с их личным опытом, либо обвиняя Марченко в принятии на веру многих историй от третьих лиц из описанных им в книге.
Весной 1968 года «Мои показания» прочитал недавно освободившийся из Мордовских лагерей знакомый автора Леонид Рендель и, по воспоминаниям Марченко, хвалил книгу и сокрушался, что такое написал простой парень, а не кто-то из интеллигентов. Лингвист Вячеслав Иванов посчитал книгу хоть и правдивой, но, по его мнению, лагерь и тюрьма в ней выглядят очень страшно, из-за чего «люди будут бояться ареста». По рассказу Марченко, писателю и критику Льву Копелеву книга понравилась и он помог автору связаться с редакцией одного из журналов для публикации.
Академик Андрей Сахаров назвал книгу ценным историческим источником своего времени и сравнивал с ходившим в самиздате «Репортажем из заповедника имени Берия» Валентина Мороза и дневниками Эдуарда Кузнецова, на фоне которых, по мнению Сахарова, книга Марченко казалась ему наиболее ценным произведением о современных ему лагерях. Кронид Любарский соглашается с описываемой Марченко реальностью в заключении, опираясь на независимое подтверждение. Описывая Марченко как автора, он отмечает, что тот «удивительно наблюдателен и памятлив и в изображении скурпулёзно точен. Однако, ссылаясь на субъективные индивидуально-психологические различия, впечатление о тюрьме и лагере у Любарского отличается: он вменяет книге, что она страшна и события, обычно разнесённые для заключённых по времени, преподнесены в концентрированном виде, при том, что по отдельности они верны. Любарский опасается, что перед читателем книги, попадающим за решётку, встанут мрачные образы с её страниц, что не укрепит его духа. Впрочем, Любарский соглашается с тезисом, что многие самиздатские публикации деморализуют: «От человека такой силы духа и сопротивления, как Марченко, хотелось бы мемуаров, конгениальных личности автора».
Довольно критически о книге отзывался Александр Солженицин, которому описанные у Марченко заключённые показались чересчур смелыми и нарывающимися на карцер и другие наказания. Марченко передали мнение Солженицына: «Не верится, чтобы так было на самом деле».
Переводчик книги на английский язык Майкл Скаммелл признался, что заинтересовался диссидентским движением благодаря книге Марченко. Скаммел назвал «Мои показания» прорывной и открывающей глаза книгой.

## Издания
- Марченко, Анатолий. Мои показания. — Париж: La Presse Libre, 1969. — 370 с.
- Марченко, Анатолий. Мои показания. — Франкфурт-на-Майне: Посев, 1969. — 421 с.
- Marchenko, Anatoly. My testimony. — New York: E. P. Dutton, 1969. — 415 p.
- Марченко, Анатолий. Мои показания // Мы здесь живём. — Москва: Новое издательство, 2018. — Т. 1. — 322 с. — (Новая история). — ISBN 978-5-98379-224-1.